# Rudolf Kempe
Rudolf Kempe (n. 14 iunie 1910, Dresda, Regatul Saxoniei – d. 12 mai 1976, Zürich, cantonul Zürich, Elveția) a fost un dirijor german.
Încă de la vârsta de 6 ani a început să ia lecții de pian, iar de la 12 ani și de vioară. Din 1924 s-a înscris la școala orchestrei Staatskapelle Dresda, unde a studiat cu Johannes König oboi și cu Kurt Stiegler. A absolvit școala în 1928 și a debutat ca oboist la orchestra teatrului din Dortmund. În perioada 1928-1935 a fost prim-oboist la orchstra Gewandhausorchester Leipzig unde i-a avut ca dirijori pe Bruno Walter, Wilhelm Furtwängler și Otto Klemperer. În 1935 a dirijat opera Der Wildschütz de Albert Lortzing la Opera din Leipzig unde a lucrat până în 1942. 

## Discografie selectivă
- Richard Strauss, toate poemele simfonice și toate concertele (EMI)
- Richard Wagner, Maeștrii cântăreți din Nürnberg; Lohengrin (EMI)
- Johannes Brahms, simfoniile (înregistrate de trei ori) și Ein deutsches Requiem (EMI)